# Tumbas Antigas da Montanha Longtou
Os túmulos antigos na montanha Longtou chinês simplificado: 龙头山古墓群; chinês tradicional: 龍頭山古墓群; pinyin: Lóngtóushān gǔmùqún, Hanja: 육정산 고분군 são os locais de enterro de doze figuras reais de Balhae. Está localizado na Montanha Longtou, a sudeste da cidade de Toudao (Chinês: 头道镇), em Helong, província de Jilin, China, uma região possivelmente chamada de "Campo Ocidental do Vale Ran" (Chinês: 染谷之西原) pelo povo Balhae. O mausoléu da princesa Jeonghyo está lá localizado.